# Primera División de baloncesto en silla de ruedas 2019-20
La Primera División de Baloncesto en Silla de Ruedas de España 2019-20 es la temporada de la segunda competición más importante del baloncesto en silla de ruedas español. Consta de una liga regular entre los ocho equipos, que se enfrentan todos contra todos.

## Formato
Para la temporada 2019-20, la CNBSR, por delegación de la Junta Directiva de la FEDDF, será la responsable de la organización de esta competición, que estará formada por un grupo de 8 equipos, que disputarán una liga a doble vuelta de todos contra todos.
Tendrán derecho de participación en esta competición los 8 equipos que hayan jugado la fase de ascenso de Primera División de la Temporada 2018-19, más los dos equipos descendidos de División de Honor.

### Play Off

#### Para el título
Finalizada la liga a doble vuelta, se disputarán fases de Play Off, las disputarán los 8 equipos de la categoría, siendo el ganador, en ambas, el mejor a 3 partidos. El primer partido se disputaría en el pabellón del equipo peor clasificado en la liga regular, siendo el segundo y un hipotético tercer partido en el pabellón del equipo mejor clasificado en la fase regular. El segundo y tercer partido, caso de producirse, se jugarían sábado por la tarde y domingo por la mañana del mismo fin de semana.
- 1.º Fase Regular vs 4.º Fase Regular
- 2.º Fase Regular vs 3.º Fase Regular

Los ganadores se enfrentarán en la Fase 2 de Play Off para definir el campeón de Primera División y ambos equipos ascenderán a División de Honor (en la temporada 2020-21 la División de Honor tendrá 12 equipos). Los perdedores se enfrentarán en la Fase 2 de la eliminatoria para definir los puestos 3.º y 4.º de la Primera División, disputando el encuentro de promoción de ascenso a División de Honor el 3.º clasificado contra el 10.º clasificado de la División de Honor.

#### Puestos 5.º-8.º
Los 4 últimos equipos clasificados al final de la fase regular, disputarán los playoffs para definir los puestos 5.º a 8.º. Dado el ajuste de equipos en la División de Honor (12) y Primera División (10) para la temporada 2020/2021, no habrá descensos a Segunda División. Los cruces, en su fase 1, serán los siguientes:
- 5.º Fase Regular vs 8.º Fase Regular
- 6.º Fase Regular vs 7.º Fase Regular

Los ganadores se enfrentarán en la Fase 2 de Play Off para definir los puestos 5.º y 6.º. Los perdedores se enfrentarán en la Fase 2 de la eliminatoria para definir los puestos 7.º y 8.º de la Primera División.

## Equipos participantes
Los equipos participantes en la temporada 2019-20 son:
| Equipo                   | Ciudad        | Pabellón                              |
| ------------------------ | ------------- | ------------------------------------- |
| Salto Bera Bera          | San Sebastián | Polideportivo Bidebieta               |
| Globalbasket UAB         | Sabadell      | Pabellón del Nord                     |
| Abeconsa Basketmi Ferrol | Ferrol        | Pabellón Ensanche Ferrol              |
| Servigest Burgos         | Burgos        | Polideportivo Jose Luis Talamillo     |
| Adapta Zaragoza          | Zaragoza      | CDM José Garcés                       |
| UCAM Murcia BSR          | Murcia        | Pabellón Príncipe de Asturias         |
| Casa Murcia Getafe BSR   | Getafe        | Pabellón Juan de la Cierva            |
| Juventut BCR             | Badalona      | Palau Municipal d'esports de Badalona |

### Arbitraje
Los árbitros de cada partido fueron designados por una comisión creada para tal objetivo e integrada por representantes de la FEDDF y el CTJA. En la temporada 2019/20, los 36 colegiados de la categoría serán los siguientes, divididos en dos grupos:
Grupo 1 (22 árbitros)
- Andrés Alfaro Moreno
- Roberto Almeida Cabrera
- Antonio Miguel Castillo Morales
- Thare Contiñas Sánchez
- Juan José Cubero Peralta
- José Luis De Agustín Aldeguer
- Óscar De La Fuente Hernández
- Yasser El Beik Urbano
- Manuel Fernández Folgueira
- Aitor Labajo Román
- José Antonio López Garea
- Ricardo Luque Ruiz
- Jesús Martínez De Cabo
- Alberto Pérez Castañé
- Xavier Piñol Izquierdo
- Miguel Santos Pérez Escudero
- Ramón Ranera Herrera
- Agustín Reyes Aguilar
- Carmen Ríos Del Rosal
- Luis Alberto Sánchez-Mayoral Martín
- Evaristo Solorzano Luque
- José Ignacio Valero Dura

Grupo 2 (14 árbitros)
- Gabriel Contreras Aguilera
- Silvia Escudero Del Castillo (en excedencia)
- Didac Figueredo Calero (en excedencia)
- Esteban Garcia Martínez
- Oriol Gornés García
- Fermín Madariaga Arcocha
- Ainara Martín Hernández (en excedencia)
- Silvia Martínez Bernal
- Alejandro Martínez Tormo
- José Nieto Escamilla
- David Peries Sánchez
- Alejandro Pinilla Fernández
- Aida Rosales Pérez
- Juan José Vera Requena

## Liga regular

### Clasificación
|                                                                                  | Equipo                   | J  | G  | P  | PF  | PC  | DP   | Puntos |
| -------------------------------------------------------------------------------- | ------------------------ | -- | -- | -- | --- | --- | ---- | ------ |
| 1                                                                                | Casa Murcia Getafe BSR   | 14 | 13 | 1  | 823 | 680 | 143  | 27     |
| 2                                                                                | Abeconsa Basketmi Ferrol | 14 | 12 | 2  | 896 | 778 | 118  | 26     |
| 3                                                                                | Servigest Burgos         | 14 | 11 | 3  | 897 | 696 | 201  | 25     |
| 4                                                                                | UCAM Murcia BSR          | 14 | 7  | 7  | 814 | 693 | 121  | 21     |
| 5                                                                                | Juventut BCR             | 14 | 5  | 9  | 702 | 763 | -61  | 19     |
| 6                                                                                | Globalbasket UAB         | 14 | 4  | 10 | 617 | 755 | -138 | 18     |
| 7                                                                                | Adapta Zaragoza          | 14 | 3  | 11 | 651 | 801 | -150 | 17     |
| 8                                                                                | Salto Bera Bera          | 14 | 1  | 13 | 639 | 873 | -234 | 15     |
| Fuente: Liga BSR: Clasificación de la Primera División; actualización automática |                          |    |    |    |     |     |      |        |

## Play Off

### Puestos 5.º-8.º
Se jugará dicho fase para definir los puestos entre el quinto y el octavo lugar.
|  | Fase 1 15, 21 y 22 de marzo | Fase 1 15, 21 y 22 de marzo | Fase 1 15, 21 y 22 de marzo | Fase 1 15, 21 y 22 de marzo |                |   | Definición 5.º lugar 5, 11 y 12 de abril | Definición 5.º lugar 5, 11 y 12 de abril | Definición 5.º lugar 5, 11 y 12 de abril | Definición 5.º lugar 5, 11 y 12 de abril |
|  |                             |                             |                             |                             |                |   |                                          |                                          |                                          |                                          |
|  |                             |                             |                             |                             |                |   |                                          |                                          |                                          |                                          |
|  |                             |                             |                             |                             |                |   |                                          |                                          |                                          |                                          |
|  | 5 Liga regular              | 0                           | 0                           | 0                           |                |   |                                          |                                          |                                          |                                          |
|  | 5 Liga regular              | 0                           | 0                           | 0                           |                |   |                                          |                                          |                                          |                                          |
|  | 8 Liga regular              | 0                           | 0                           | 0                           |                |   |                                          |                                          |                                          |                                          |
|  | 8 Liga regular              | 0                           | 0                           | 0                           | ? Liga regular | 0 | 0                                        | 0                                        |                                          |                                          |
|  |                             |                             |                             |                             | ? Liga regular | 0 | 0                                        | 0                                        |                                          |                                          |
|  |                             | ? Liga regular              | 0                           | 0                           | 0              |   |                                          |                                          |                                          |                                          |
|  | 6 Liga regular              | ? Liga regular              | 0                           | 0                           | 0              | 0 | 0                                        | 0                                        |                                          |                                          |
|  | 6 Liga regular              |                             |                             |                             |                | 0 | 0                                        | 0                                        |                                          |                                          |
|  | 7 Liga regular              | 0                           | 0                           | 0                           |                |   |                                          |                                          |                                          |                                          |
|  | 7 Liga regular              | 0                           | 0                           | 0                           |                |   |                                          |                                          |                                          |                                          |

#### Definición 7.º lugar
| Equipo 1     | Series | Equipo 2     | 1.er partido | 2.º partido | 3.er partido |
| ------------ | ------ | ------------ | ------------ | ----------- | ------------ |
| Perdedor PO1 |        | Perdedor PO2 | 5 abril      | 11 abril    | 12 abril     |

### Para el título
Se disputará un playoff para definir el campeón, los ascendidos y el tercer lugar, para optar a un posible ascenso también.
|  | Fase 1 15, 21 y 22 de marzo | Fase 1 15, 21 y 22 de marzo | Fase 1 15, 21 y 22 de marzo | Fase 1 15, 21 y 22 de marzo |                |   | Final 5, 11 y 12 de abril | Final 5, 11 y 12 de abril | Final 5, 11 y 12 de abril | Final 5, 11 y 12 de abril |
|  |                             |                             |                             |                             |                |   |                           |                           |                           |                           |
|  |                             |                             |                             |                             |                |   |                           |                           |                           |                           |
|  |                             |                             |                             |                             |                |   |                           |                           |                           |                           |
|  | 1 Liga regular              | 0                           | 0                           | 0                           |                |   |                           |                           |                           |                           |
|  | 1 Liga regular              | 0                           | 0                           | 0                           |                |   |                           |                           |                           |                           |
|  | 4 Liga regular              | 0                           | 0                           | 0                           |                |   |                           |                           |                           |                           |
|  | 4 Liga regular              | 0                           | 0                           | 0                           | ? Liga regular | 0 | 0                         | 0                         |                           |                           |
|  |                             |                             |                             |                             | ? Liga regular | 0 | 0                         | 0                         |                           |                           |
|  |                             | ? Liga regular              | 0                           | 0                           | 0              |   |                           |                           |                           |                           |
|  | 2 Liga regular              | ? Liga regular              | 0                           | 0                           | 0              | 0 | 0                         | 0                         |                           |                           |
|  | 2 Liga regular              |                             |                             |                             |                | 0 | 0                         | 0                         |                           |                           |
|  | 3 Liga regular              | 0                           | 0                           | 0                           |                |   |                           |                           |                           |                           |
|  | 3 Liga regular              | 0                           | 0                           | 0                           |                |   |                           |                           |                           |                           |

#### Definición del 3.º lugar
| Equipo 1     | Series | Equipo 2     | 1.er partido | 2.º partido | 3.er partido |
| ------------ | ------ | ------------ | ------------ | ----------- | ------------ |
| Perdedor PO1 |        | Perdedor PO2 | 5 abril      | 11 abril    | 12 abril     |

#### Promoción de ascenso
Se disputará a partido único, en pista del equipo 3.º clasificado de la Final Four de Primera División. Los requisitos técnicos y reglamentarios de este partido serán los establecidos para División de Honor.
| Equipo 1       | Resultado | Equipo 2                            |
| -------------- | --------- | ----------------------------------- |
| 3.º Final Four |           | 10.º Liga regular División de Honor |

#### Ascendidos aDivisión de Honor
| Bandera de ?        | Bandera de ?        |
| Ganador Semifinal 1 | Ganador Semifinal 2 |
| Ascendido: --/03/20 | Ascendido: --/03/20 |